# منتخب صربيا لكرة القدم الأمريكية
منتخب صربيا لكرة القدم الأمريكية (بالصربية: Репрезентација Србије у америчком фудбалу)‏ هو ممثل صربيا الرسمي في المنافسات الدولية في كرة القدم الأمريكية . تأسس في 2003.